# Leonid Wukołow
Leonid Wukołow (ros. Леонид Вуколов, ur. w 1938) – radziecki kolarz torowy, dwukrotny medalista mistrzostw świata.

## Kariera
Pierwszy sukces w karierze Leonid Wukołow osiągnął w 1965 roku, kiedy wspólnie ze Stanisławem Moskwinem, Michaiłem Koljuszowem i Siergiejem Tereszczenkowem zdobył złoty medal w drużynowym wyścigu na dochodzenie na mistrzostwach świata w San Sebastián. W tej samej konkurencji Wukołow zdobył brązowy medal na rozgrywanych rok później mistrzostwach świata we Frankfurcie. Na niemieckich mistrzostwach w drużynie radzieckiej obok niego wystąpili Wiktor Bykow, Michaił Koljuszow i Stanisław Moskwin. Nigdy nie startował na igrzyskach olimpijskich.